# Сумеречный Дозор
«Су́меречный Дозо́р» — роман российского писателя-фантаста Сергея Лукьяненко, третий из серии произведений, рассказывающих о вымышленном мире Иных. Роман был написан в 2002—2003 годах и впервые опубликован издательством «АСТ» в 2004 году. Состоит из трёх повестей — «Ничьё время», «Ничьё пространство» и «Ничья сила», — связанных общим сюжетом и главными героями. Вместе с романами «Ночной Дозор», «Дневной Дозор», «Последний Дозор», «Новый Дозор», «Шестой Дозор», а также несколькими рассказами писателя и рядом произведений других авторов входит в цикл «Дозоры».
Действие романа происходит в современной на момент написания Москве, а также на железной дороге в направлении Алматы и в Байконуре. Помимо привычного мира людей существует мир Иных, к которым относятся маги, волшебники, оборотни, вампиры, ведьмы, ведьмаки и прочие произошедшие от людей, но не относящие себя к ним существа. Иные делятся на Светлых и Тёмных. Добро больше не вступает в активное противоборство со Злом, а находится с ним в динамическом равновесии. Для соблюдения баланса Света и Тьмы любое доброе магическое воздействие должно уравновешиваться злым. За соблюдением этого порядка следят специально созданные организации Иных — Дозоры. Интересы Светлых представляет Ночной Дозор, интересы Тёмных — Дневной Дозор. Работу Дозоров контролирует Инквизиция.
В первой части романа человек, узнавший про существование Иных, захотел сам стать Иным, что считалось невозможным. Светлый маг Антон Городецкий вместе с Тёмным и Инквизитором находят виновного, который оказывается сыном Гесера, главы Ночного Дозора. Выясняется, что он потенциальный Иной. Во второй части Городецкий во время отдыха сталкивается с высшей ведьмой Ариной, которая несколько десятилетий проспала, а проснувшись, вынуждена скрываться от Инквизиции. В третьей части выясняется, что легендарная книга «Фуаран», позволяющая из человека сделать Иного, существует, и Арина оставила книгу Инквизиции. Вампир Костя Саушкин похищает её и направляется на космодром, чтобы с орбиты Земли прочитать заклинание, превратив всех людей на планете в Иных.
В 2003 году на «РосКоне» — конференции писателей, работающих в жанре фантастики, — роман «Сумеречный Дозор» был удостоен премии «Серебряный РОСКОН» за второе место в номинации «Повесть, рассказ». В 2004 году на Харьковском международном фестивале фантастики «Звёздный Мост» роман занял первое место в номинации «Лучший цикл, сериал и роман с продолжением». В том же году на Киевской международной ассамблее фантастики «Портал» роман получил премию книготорговцев «Бомба года», как самый раскупаемый фантастический роман года. В 2005 году «Сумеречный Дозор» был удостоен премии «Итоги года» от журнала «Мир фантастики» в номинации «Книги — Лучшее продолжение отечественного цикла (цикл „Дозоры“)».

## Вселенная романа
Мы — Иные,

Мы служим разным силам,

Но в сумраке нет разницы между отсутствием тьмы и отсутствием света.

Наша борьба способна уничтожить мир.

Мы заключаем Великий Договор о перемирии.

Каждая сторона будет жить по своим законам,

Каждая сторона будет иметь свои права.

Мы ограничиваем свои права и свои законы.

Мы — Иные.

Мы создаём Ночной Дозор,

Чтобы силы Света следили за силами Тьмы.

Мы — Иные.

Мы создаём Дневной Дозор,

Чтобы силы Тьмы следили за силами Света.

Время решит за нас.
Создание мира Дозоров начиналось, как и создание многих других миров в произведениях писателя, с главного героя, его ситуации и сюжета романа. После чего в ходе работы над выдуманной ситуацией на второй-третьей странице постепенно возникла концепция нового мира, где магия существует в реальном мире, но непосвящённым она недоступна.

### Сумрак и Иные
Помимо нашей реальности, существует Сумрак — параллельный мир, доступный только Иным. Чтобы попасть в Сумрак, нужно найти свою тень, поднять и шагнуть в неё. Сумрак предоставляет Иным возможность практически безнаказанно делать что угодно из-за своей недоступности для людей. Кроме того, в Сумраке время течёт медленнее, из-за чего Иные могут быстрее двигаться и обладать нечеловеческой реакцией. Стычки между ними, как правило, происходят именно в Сумраке. Считается, что Сумрак является «эмоциональной проекцией реального мира». Эмоциональная энергия всего мыслящего на Земле накапливается в Сумраке и даёт Иным магические силы. Одновременно Сумрак поглощает силы вошедшего и может быть опасным для мага, если тот не рассчитал своих возможностей. Сумрак состоит из нескольких слоёв, для входа на каждый из которых нужно шагнуть в собственную тень на предыдущем уровне. Чем глубже слой, тем сложнее это сделать, поэтому лишь немногие могут свободно использовать уровни, начиная со второго. Первый слой отдалённо напоминает окружающий мир, в то время как остальные всё сильнее и сильнее отличаются от него.
Иные рождаются среди обычных людей, но отличаются от них способностью входить в Сумрак. С развитием магического общества и знаний о Сумраке они стали специально заниматься поиском потенциальных Иных, чтобы помочь тем первый раз войти в Сумрак и обучить их пользоваться своими способностями. Все Иные в зависимости от эмоционального состояния в момент первого входа в Сумрак оказываются либо на стороне Света, либо на стороне Тьмы. Сменить сторону рядовому Иному практически невозможно. Основная разница проявляется в отношении к людям. Светлые не пользуются способностями для личной выгоды. При этом разница между Светом и Тьмой «исчезающе мала», это не классические чистые Добро и Зло. Тёмные могут исцелять и помогать, а Светлые отказать в помощи. Силы Иных не равны, существует семь различных уровней: от слабого седьмого по сильный первый. В эту шкалу не попадают «волшебники вне категорий», которые сильнее всех остальных. В зависимости от уровня и опыта Иной занимает определённое место во внутренней иерархии. Светлые и Тёмные Иные питаются только определённым типом человеческих эмоций, поэтому напрямую заинтересованы в торжестве соответствующих взглядов на жизнь. Борьба Тёмных и Светлых за человечество продолжалась тысячи лет, пока не был заключён Договор. С момента его подписания противостояние Иных происходит по оговорённым правилам, за соблюдением которых следят специально созданные организации — Ночной и Дневной Дозоры.

### Дозоры и Инквизиция
Противостояние Дозоров друг другу идеологически представляет собой борьбу Светлых за «всеобщее счастье» против идеи «свободы», согласно взглядам лидеров Дозоров, и контроль за тем, чтобы противоположная сторона не преуспела в распространении идеологии или использовании свободы во вред людям. Со временем Дозоры появились во всех крупных населённых пунктах по всему миру. В России крупнейшими и сильнейшими стали московские Дозоры.

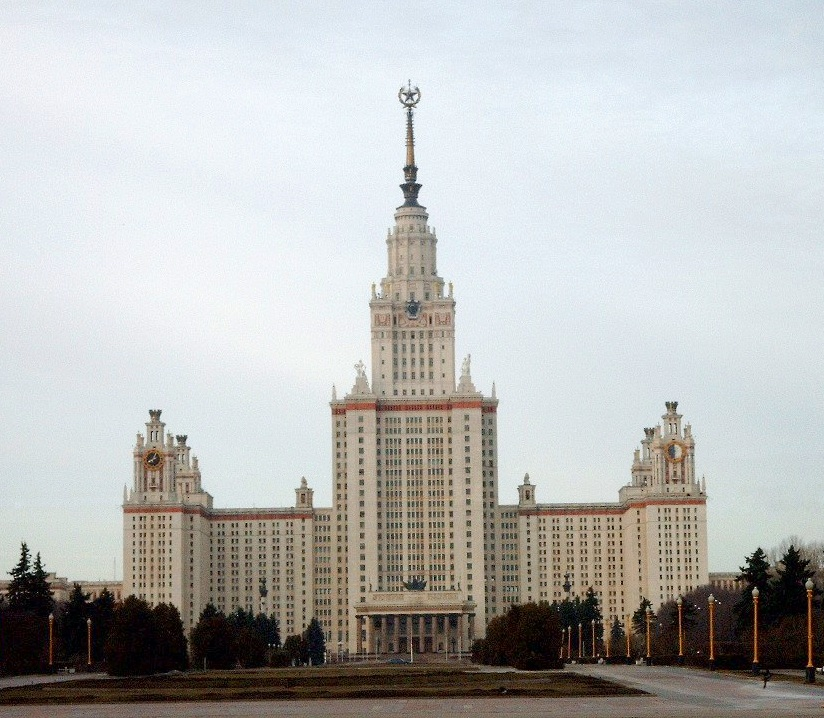
Здание МГУ

Ночной Дозор Москвы в общей сложности насчитывает около двухсот Иных, хотя его основу составляют маги высших уровней, которых всего несколько десятков. Маги, волшебницы и перевёртыши разных уровней работают в оперативном и аналитическом отделах. Также в штаб-квартире Ночного Дозора, замаскированной под обычный офис в четырёхэтажном здании на Соколе, проводятся специальные образовательные курсы для новичков. Ночной Дозор Москвы возглавляет маг вне категорий Гесер, принимавший участие ещё в заключении Великого Договора. Дневной Дозор Москвы более многочисленный, но одновременно и разобщённый, во многом сдерживаемый личным авторитетом возглавляющего его мага вне категорий Завулона. Штаб-квартира Тёмных расположена на Тверской, недалеко от Кремля, и представляет собой три этажа дома, видимых только в Сумраке. Среди сотрудников — маги, ведьмы, вампиры и оборотни.
Инквизиция представляет собой немногочисленную, но авторитетную организацию, состоящую как из Светлых, так и из Тёмных магов и следящую за соблюдением обеими сторонами Великого Договора. Инквизиторами становятся те, кто осознаёт, к чему может привести нарушение Договора. Один из Инквизиторов определяет разницу между ними и Дозорами следующим образом: «Вас держит всего лишь страх. За себя или за людей — не важно. А нас держит ужас. И потому мы соблюдаем Договор». Инквизиция выполняет высшую судебную функцию, может развоплотить или лишить сил виновного. Сила Инквизиции во многом заключена в особо сильных артефактах и недоступных прочим Иным знаниях. Европейское бюро Инквизиции расположено в Праге, российское — в Москве в главном здании МГУ.

## Сюжет
«Данный текст безразличен делу Света.
Ночной Дозор.
Данный текст безразличен делу Тьмы.
Дневной Дозор»

### Ничьё время

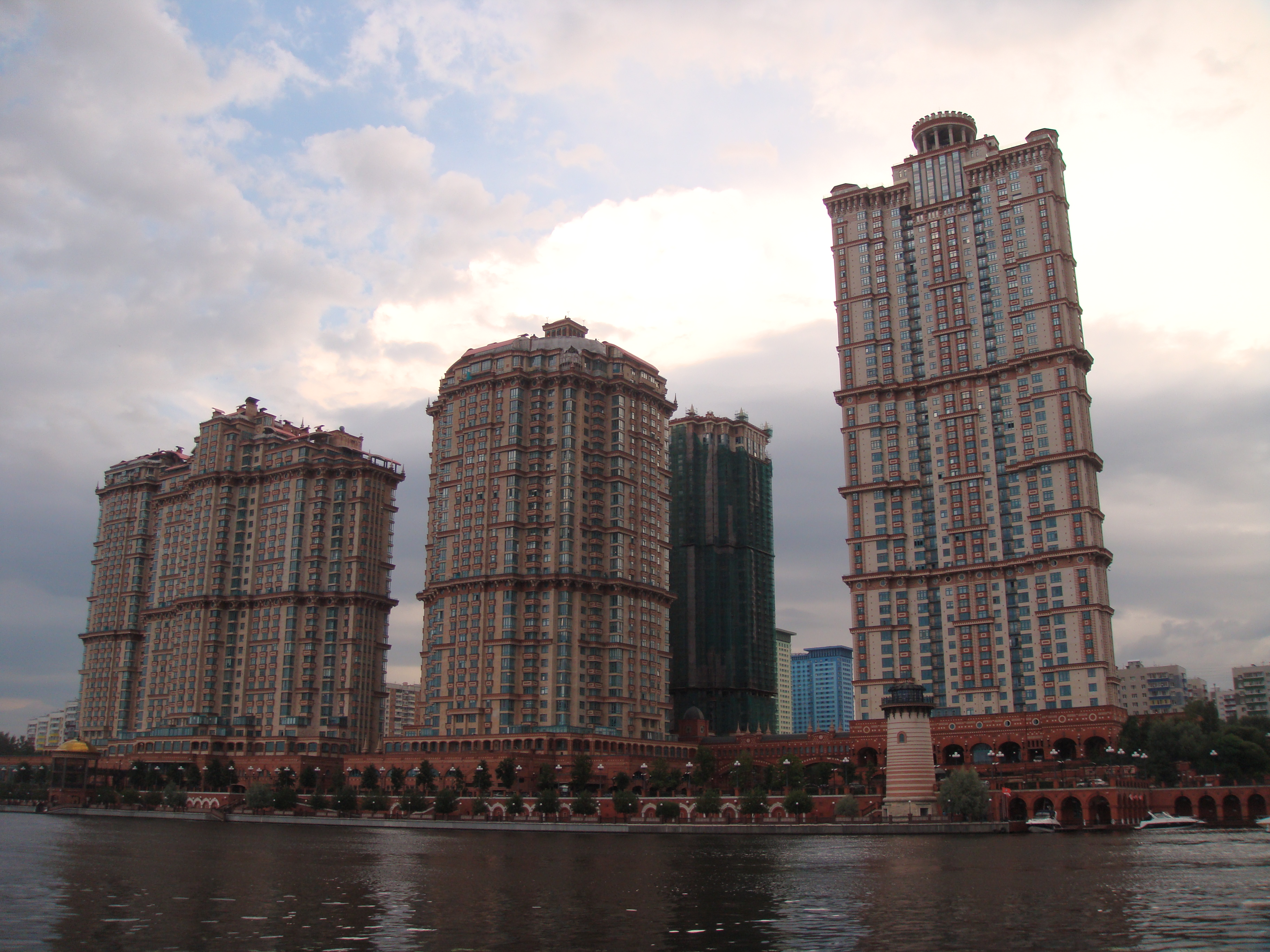
Жилой комплекс «Ассоль»

От неизвестного отправителя на адреса обоих Дозоров Москвы, а также Европейского бюро Инквизиции, приходит анонимное послание о том, что кто-то из Иных раскрыл тайну их существования и готовится превратить обычного человека в Иного. Письма были отправлены с территории жилого комплекса «Ассоль», который состоит только из дорогих квартир, во многом до конца не отремонтированных и незаселённых. Для выявления Иного и человека от Светлых расследование будет вести маг второго уровня Антон Городецкий, от Тёмных — высший вампир Костя Саушкин, от Инквизиции — высший вампир Витезслав и маг третьего уровня Эдгар.
Антон под прикрытием Гесера, маскирующим его от любого мага слабее главы Ночного Дозора, поселяется в жилом комплексе, где знакомится с Ласом, бизнесменом и музыкантом, также купившим квартиру и не сумевшим её обустроить. Просмотр видеозаписей ничего не даёт, но в результате общения со Светлым дозорным Семёном, Костей и инквизиторами Антон приходит к выводу, что подозреваемый — Светлый маг, который случайно пообещал слишком многое человеку, а теперь не может сдержать слово, из-за чего ему придётся развоплотиться. Антон подозревает Гесера, и, пересмотрев личные дела всех владельцев квартир, находит сына главы Ночного Дозора. Городецкий уговаривает того отказаться от требований, после чего появляются Костя и Инквизиторы. Пришедший позже Гесер клянётся, что не является тем самым подозреваемым, и обвиняет Инквизицию в применении магии к его сыну, который на самом деле Иной. В результате Гесер получает разрешение подтолкнуть сына к Свету, а потом инициировать. Позже он объясняет Антону, что это Ольга пообещала их сыну невозможное.

### Ничьё пространство

Светлана и Надя в деревне. Иллюстрация Владимира Бондаря, издательство «АСТ»

После работы в «Ассоли» Антон берёт отпуск и уезжает к жене Светлане и дочери Наде в деревню. Светлана ушла из Дозора и осталась на первом уровне силы. В деревне Антон узнает историю о детях, которые столкнулись в лесу с говорящими волками и ведьмой. Городецкий понимает, что это были охотившиеся на детей оборотни и незарегистрированная ведьма, которых нужно найти. Ведьма живёт в домике неглубоко в лесу. Её зовут Арина, и последние шестьдесят лет она провела в спячке. Ведьма пишет объяснительную и отказывается выдавать оборотней, после чего Городецкий возвращается в деревню.
Там к нему приходит Инквизитор Эдгар и просит содействия при разговоре с ведьмой. Выясняется, что до спячки Арина принимала участие в социальном эксперименте над людьми, организованном обоими Дозорами и Инквизицией, но изменила рецепт требуемого от неё зелья, что привело к ужасным последствиям для России. В противном случае Россия должна была уже стать супердержавой с построенным социализмом. Антон проводит Эдгара к ведьме, которая в ходе разговора сбегает через четвёртый слой Сумрака, на который маги смогли только заглянуть. Инквизиция организует облаву на ведьму. Арина похищает Надю и требует от Городецкого помочь ей скрыться. Антон пытается подкрасться к ведьме, но та всё видит. Тем не менее Светлана, в гневе перешедшая на следующий уровень и ставшая Великой, приходит по пятому слою Сумрака и в поединке побеждает Арину. Арина рассказывает, что, если бы она тогда не изменила рецепт, сейчас бы все люди уже узнали про Иных. Понимая всю опасность подобного, Светлана прощает Арину и отпускает её. Ведьма скрывается.

### Ничья сила
Антон вернулся в Москву, но Гесер берет его с собой обратно в домик Арины, куда вызвала главу Ночного Дозора Инквизиция. Там уже собрались Светлана, Завулон, Костя, Эдгар и несколько инквизиторов. В подвале оказался тайник, где, судя по записке Арины, хранилась книга «Фуаран», при помощи которой любого человека можно сделать Иным, а у любого Иного поднять уровень до абсолютного. Книга похищена, а нашедший её высший вампир инквизитор Витезслав убит, что мог сделать только очень сильный Иной. Маги создают образ книги, который должен привести к оригиналу, но заклинание поиска в виде стрелки компаса работает только на расстоянии более ста метров, а при приближении на меньшее расстояние стрелка крутится на месте, не позволяя уточнить местоположение книги. Магический компас указывает на железнодорожный вокзал, куда и отправляются все маги.
На вокзале не удаётся обнаружить ни преступника, ни книгу. Однако при отправлении поезда «Москва — Алматы» компас снова заработал. Становится понятно, что преступник с книгой в поезде. Антон Городецкий, Костя Саушкин, Эдгар и его инквизиторы садятся на этот поезд в надежде найти книгу. В случае неудачи рассматривается вариант уничтожения поезда ядерной боеголовкой. В поезде едет Лас, знакомый Антона из «Ассоли», которого сначала и начинают подозревать. Но Светлана поговорила с Ариной и рассказала Антону, что для заклинания из книги требуется кровь двенадцати разных человек. Оказывается, именно с помощью такой смеси Костя вырос до высшего вампира. Раскрытый Саушкин сбегает с поезда и направляется в ближайший аэропорт. Пришедшие порталом Великие отправляют за ним Городецкого, так как тот был его другом, поэтому у него есть шанс подойти поближе и атаковать при магической поддержке остальных. Костя демонстрирует Антону «Фуаран», превращая Ласа в Иного и поднимая Антона до мага вне категорий, после чего сбегает порталом на Байконур. Костя хочет выйти в космос и сделать всех людей Иными, так как для заклинания нужен зрительный контакт. Городецкий понимает, что Иной не сможет использовать магию в космосе, так как она исходит от простых людей, которых там нет. Антон тратит всю имеющуюся силу на щит для себя, чтобы Костя не прочитал его мысли. Саушкин телепортируется в космос, где и погибает.

## Создание и издание

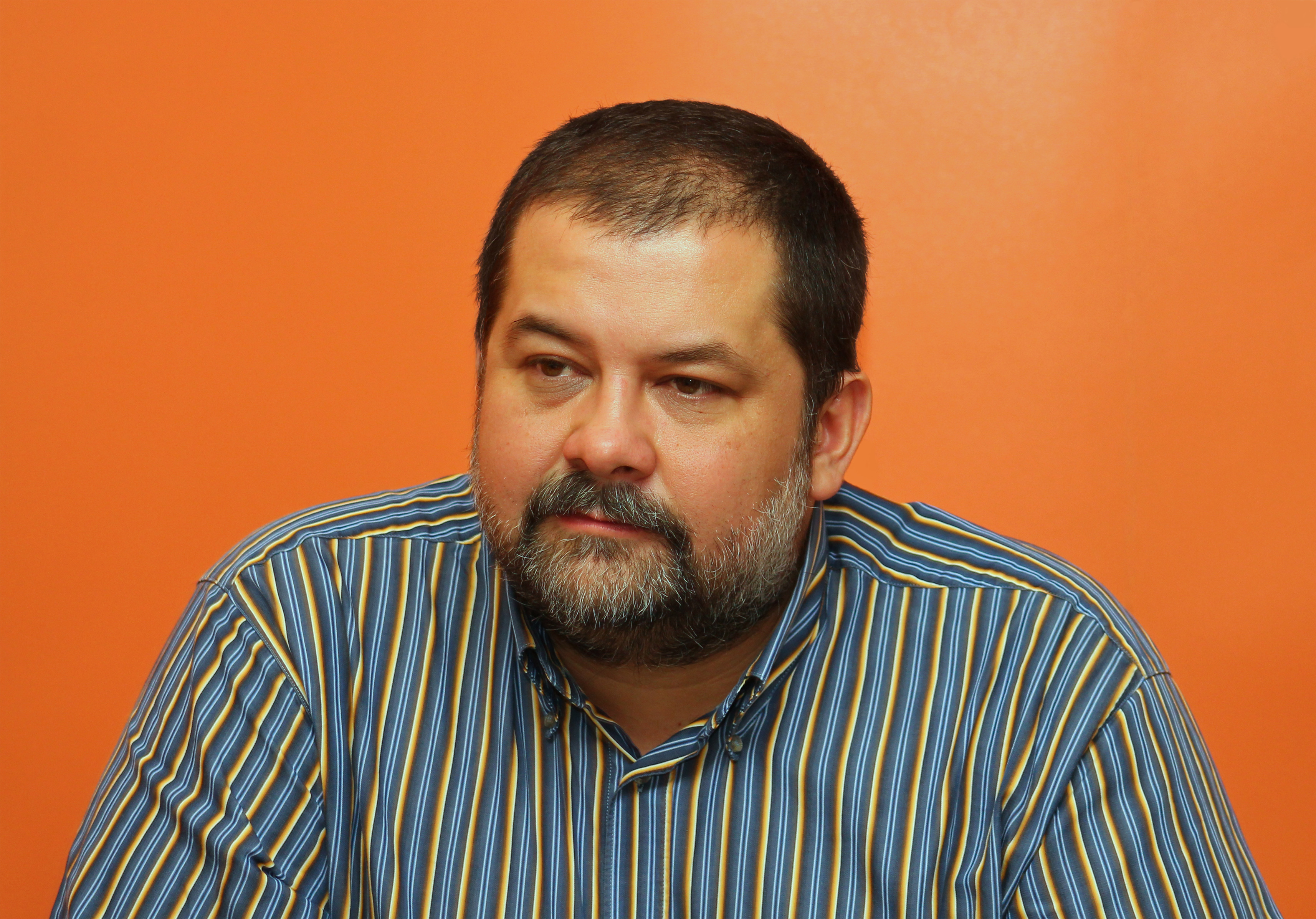
Сергей Лукьяненко

Работа над третьим романом серии — «Сумеречным Дозором» — велась параллельно с экранизацией первого. Сергей Лукьяненко сам писал сценарий и, по его словам, «поневоле вновь увлёкся своими героями». Писателю захотелось продолжить работу над миром «Дозоров», в результате чего «как-то сама собой написалась одна часть», а затем и остальные. По словам Лукьяненко, игра актёров в экранизации первого романа цикла «Дозоры» повлияла на его дальнейшее развитие. Так, в частности, появление истории вампира Кости Саушкина в третьей части романа было вызвано игрой Алексея Чадова в фильме «Ночной Дозор». До экранизации персонаж был второстепенным, после — стал одним из центральных персонажей романа.
Лукьяненко часто использует реальных прототипов для персонажей своих произведений. В «Сумеречном Дозоре», по мнению писателя, самым «ярким и реальным» персонажем получился Лас, человек, ставший в конце романа Иным благодаря книге «Фуаран». Прототипом Ласа стал «хороший знакомый» Сергея Лукьяненко «со своеобразным и любопытным чувством юмора», в жизни полностью совпадающий с персонажем. Все байки этого персонажа также являются реальными историями.
В тексте книги скрыт ряд шуток, в частности, к таковым Лукьяненко относит сцену с Антоном в кабинете Гесера, когда тот рассматривает шкаф и рисунки. Перечисленные объекты в совокупности повторяют «правила правописания русского языка, которые изучаются в начальных классах».
По словам Лукьяненко, «Сумеречный дозор» должен был стать последним романом в цикле о Дозорах. Во время работы над последней главой романа писатель предполагал «всех Иных лишить магической силы и оставить жить человеческой жизнью». Однако подобное завершение серии показалось ему «некорректным по отношению к зрителям и читателям», поэтому он продолжил работу над миром, заметив, тем не менее, что нельзя бесконечно продолжать сериал, так как «рано или поздно автор выдыхается».
| Год  | Издательство                  | Место издания   | Серия                         | Тираж           | Примечание | Источник |
| ---- | ----------------------------- | --------------- | ----------------------------- | --------------- | --- | -------- |
| 2004 | АСТ, АСТ Москва               | Москва          | под Дозоры                    | 14000 + 20000   | Первые три романа цикла «Дозоры». | [ 8 ]    |
| 2004 | АСТ, АСТ Москва // Харвест    | Москва // Минск | Библиотека фантастики         | 6000 + 5000     | Первые три романа из цикла «Дозоры».                                                                                                  | [ 9 ]    |
| 2004 | АСТ                           | Москва          | Библиотека мировой фантастики | 6000 + 4000     | Первые три романа из цикла «Дозоры».                                                                                                  | [ 10 ]   |
| 2004 | АСТ, Хранитель                | Москва          | Чёрная серия (танковая щель)  | 20000 + 20000   | Третий роман из цикла «Дозоры». | [ 11 ]   |
| 2004 | АСТ, Ермак                    | Москва          |                               | 5000            | Третий роман из цикла «Дозоры». Иллюстрация на обложке В. Бондаря, Д. Хорна.                                                          | [ 12 ]   |
| 2004 | АСТ                           | Москва          |                               | 2000 + 17000    | Третий роман из цикла «Дозоры». | [ 13 ]   |
| 2004 | АСТ, Ермак,                   | Москва          | Звёздный лабиринт             | 100000 + 192000 | Третий роман цикла «Дозоры». Иллюстрация на обложке В. Бондаря.                                                                       | [ 14 ]   |
| 2006 | АСТ, АСТ Москва, Хранитель    | Москва          |                               | 7000 + 5100     | Первые четыре романа цикла о «Дозорах».                                                                                               | [ 15 ]   |
| 2006 | АСТ, АСТ Москва, Транзиткнига | Москва          | Звёздный лабиринт: коллекция  | 40000           | Третий и четвёртый романы цикла о Дозорах. Иллюстрация на обложке Е. Деко.                                                            | [ 16 ]   |
| 2012 | Астрель                       | Москва          | Весь (гигант)                 | 3000            | Первые пять романов цикла «Дозоры» в одном томе.                                                                                      | [ 17 ]   |
| 2015 | АСТ                           | Москва          | Весь (гигант)                 | 3000            | Шесть романов цикла «Дозоры» в одном томе. Иллюстрация на обложке — коллаж обложек Aнри, А. Манохина, В. Бондаря, Е. Деко, А. Фереза. | [ 18 ]   |
| 2015 | АСТ                           | Москва          | Дозоры                        | 2500            | Третий роман основного цикла о «Дозорах». Иллюстрация на обложке А. Фереза.                                                           | [ 19 ]   |
| 2019 | АСТ                           | Москва          | Дозоры Сергея Лукьяненко      | 3000            | Третий роман основного цикла о «Дозорах». Иллюстрация на обложке А. Фереза.                                                           | [ 20 ]   |
| 2021 | АСТ                           | Москва          | Миры Сергея Лукьяненко        | 3000            | Первые три романа цикла «Дозоры». Иллюстрация на обложке А. Фереза.                                                                   | [ 21 ]   |
| 2022 | АСТ, Neoclassic               | Москва          | Книги Сергея Лукьяненко       |                 | Третий роман основного цикла о «Дозорах». Иллюстрация на обложке В. Половцева.                                                        | [ 22 ]   |

| Год  | Название                                      | Издательство                   | Место издания | Язык        | Переводчик   | Источник |
| ---- | --------------------------------------------- | ------------------------------ | ------------- | ----------- | ------------ | -------- |
| 2005 | Šerá hlídka                                   | Triton, Argo                   | Прага         | Чешский     | Л. Дворжак   | [ 23 ]   |
| 2006 | Wächter des Zwielichts                        | Heyne Verlag                   | Мюнхен        | Немецкий    | C. Pöhlmann  | [ 24 ]   |
| 2007 | Patrol Zmroku                                 | Wydawnictwo Mag                | Варшава       | Польский    | Э. Скурская  | [ 25 ]   |
| 2007 | The Twilight Watch                            | William Heinemann Ltd          | Лондон        | Английский  | Э. Бромфилд  | [ 26 ]   |
| 2007 | The Twilight Watch                            | William Heinemann Ltd          | Лондон        | Английский  | Э. Бромфилд  | [ 27 ]   |
| 2007 | The Twilight Watch                            | Miramax                        | Нью-Йорк      | Английский  | Э. Бромфилд  | [ 28 ]   |
| 2008 | Die Wächter-Trilogie                          | Heyne                          | Мюнхен        | Немецкий    | C. Pöhlmann  | [ 29 ]   |
| 2008 | The Twilight Watch                            | Arrow Books                    | Лондон        | Английский  | Э. Бромфилд  | [ 30 ]   |
| 2008 | Twilight Watch. Les Sentinelles du Crépuscule | Albin Michel                   | Париж         | Французский |              | [ 31 ]   |
| 2008 | Alkonyi Őrség                                 | Galaktika Fantasztikus Könyvek |               | Венгерский  | W. Györgyi   | [ 32 ]   |
| 2014 | Hämärän Partio                                | Into                           |               | Финский     | A. Konttinen | [ 33 ]   |
| 2014 | Patrol Zmroku                                 | Wydawnictwo Mag                | Варшава       | Польский    | Э. Скурская  | [ 34 ]   |
| 2014 | 黄昏使者                                      | 上海文艺                       |               | Китайский   |              | [ 35 ]   |
| 2017 | Šerá hlídka                                   | Triton                         | Прага         | Чешский     | Л. Дворжак   | [ 36 ]   |
| 2021 | Сумрачен патрул                               | Ciela                          | София         | Болгарский  | В. Велчев    | [ 37 ]   |

## Критика и оценки
Лаборатория Фантастики

 Goodreads

 LibraryThing
Подводя итог истории спасения мира и превращения Антона Городецкого в Великого, журналист и впоследствии главный редактор журнала «Мир фантастики» Петр Тюленев отмечает, что основная мысль романа в том, что «счастья для всех не бывает». В книге выясняется, что все Иные представляют собой «паразитов». Сила как Светлых, так и Тёмных является заёмной, зависимой от обычных людей. Таким образом, все люди не могут стать Иными, поэтому, несмотря на всю разницу между Светом и Тьмой, внешне противоположные Иные ближе друг другу, чем обычным людям. В отличие от первых двух произведений из цикла «Дозоры», роман «Сумеречный Дозор», по мнению Тюленева, «более тяготеет к мистическому детективу, чем к боевику». Критик отмечает некоторые проблемы со стилем и логикой действий отдельных персонажей. Тем не менее, по словам Тюленева, «книга читается на одном дыхании и оставляет после себя самые положительные впечатления». По состоянию на 2004 год критик назвал третий роман лучшим в серии.
По мнению Петра Тюленева, Николая Пегасова, Михаила Попова и Александра Трифонова из «Мира фантастики», подводящих итоги 2004 года, «Сумеречный Дозор», заключительная на тот момент книга серии, получился «куда серьёзнее и жёстче первых двух „Дозоров“», но представляет собой «достойнейшее окончание знаменитого цикла». Редакторы отметили, что книга «завоевала всероссийскую известность», и одновременно отметили потенциальную всемирную популярность. Значимость книги, по их мнению, подчеркивает тот факт, что по первой книге уже сняли «первый отечественный фантастический блокбастер». В романе действуют те же самые персонажи, что и в первых двух книгах, но одновременно Лукьяненко удалось показать их «новые, ранее незаметные стороны», а также полностью объяснить незначительность отличия Иных друг от друга и принципиальное их отличие от обычных людей.

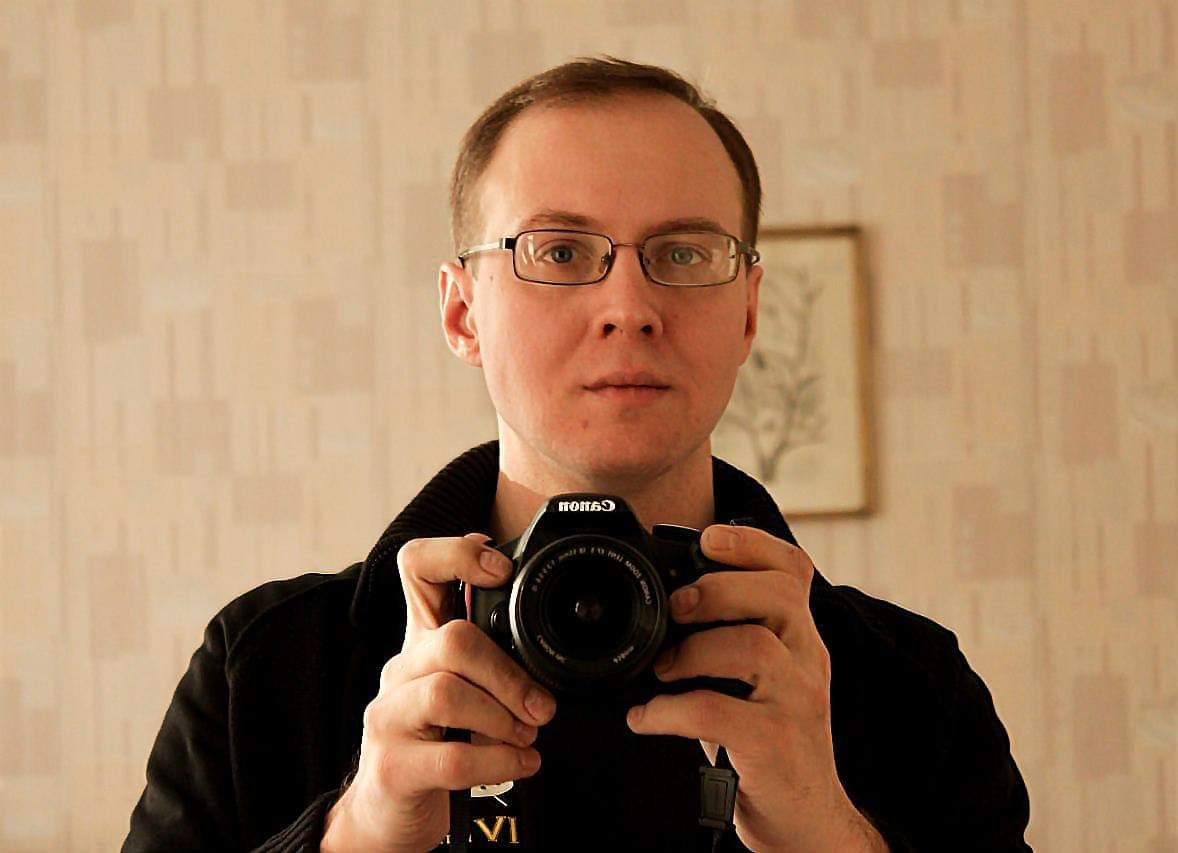
Василий Владимирский

По мнению литературного критика и писателя Василия Владимирского, секрет успеха романа «схож с секретом успеха „бандитских боевиков“ в середине девяностых». Владимирский отмечает, что читателя интересуют события, происходящие совсем рядом, но о которых он не знает. Кроме того, критик отмечает, что «пишет Лукьяненко, как всегда, живо, бойко и увлекательно», и таким образом литературный фактор также сильно влияет на популярность романа.
В 2003 году на «РосКоне» — конференции писателей, работающих в жанре фантастики, — роман «Сумеречный Дозор» был удостоен премии «Серебряный РОСКОН» за второе место в номинации «Повесть, рассказ». В 2004 году на Харьковском международном фестивале фантастики «Звёздный Мост» роман занял первое место в номинации «Лучший цикл, сериал и роман с продолжением». В том же году на Киевской международной ассамблее фантастики «Портал» роман получил премию книготорговцев «Бомба года», как самый раскупаемый фантастический роман года. В 2005 году роман был удостоен премии «Итоги года» от журнала «Мир фантастики» в номинации «Книги — Лучшее продолжение отечественного цикла (цикл „Дозоры“)». Помимо этого, в 2004 году «Сумеречный Дозор» был номинирован на премии «Русская фантастика», «Бронзовая улитка», «Интерпресскон» и «Портал» за лучшее фантастическое произведение крупной формы. В 2005 году роман выдвигался на премию конференции «РосКон» и на премию «Сигма-Ф», а также претендовал на премии «Итоги года» от журнала «Мир фантастики» в номинациях «Книги — Лучшая отечественная мистика, триллер, городское фэнтези» и «Книга года».

## Адаптации

### Аудиокниги
В 2004 году московскими аудио-издательствами «Элитайл» и «СиДиКом» в серии «Солнечный ветер» была выпущена аудиокнига «Сумеречный Дозор». Запись продолжительностью в 14 часов и 31 минуту вышла на двух CD. Текст читают Наталья Грачёва, Степан Старчиков, Алексей Ковалев. Звуковые эффекты выполнены композитором Р. Бобровским.
В 2011 году в Москве издательская группа «АСТ», совместно с входящими в состав холдинга издательствами «Астрель» и «Аудиокнига», выпустила аудиокнигу по роману. Текст читает Евгений Булдаков. Аудиокнига вышла на двух CD в серии «Бестселлер».

### Экранизация

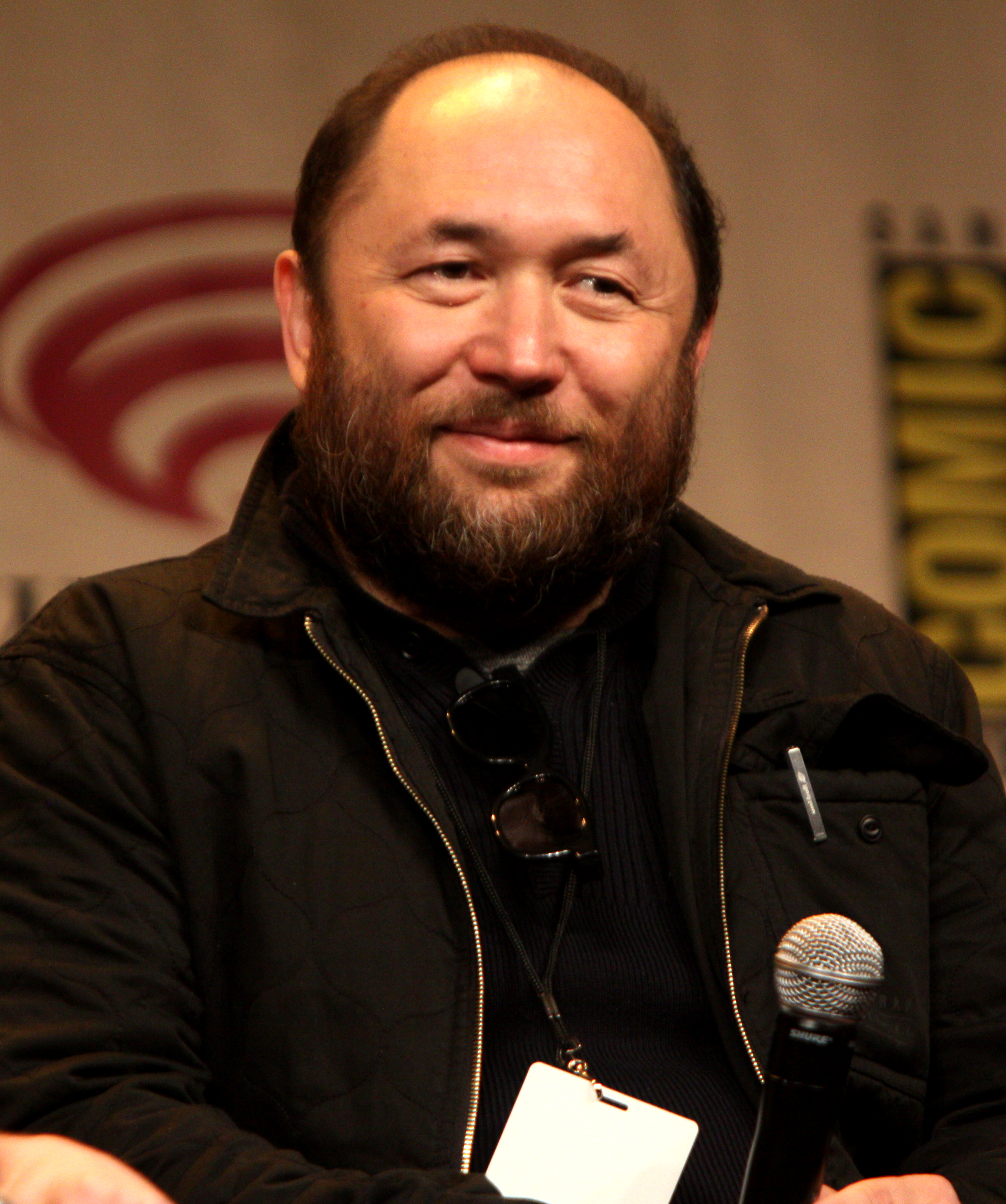
Тимур Бекмамбетов

После экранизации первых двух романов цикла — «Ночной Дозор» и «Дневной Дозор» — некоторые российские СМИ сообщали о скором завершении работы над сценарием по мотивам романа на студии «20th Century Fox». В конце 2007 года Сергей Лукьяненко опроверг слухи, что его отстранили от работы над сценарием, сообщив, что сама информация о работе «не соответствует действительности». Писатель предположил, что фильм может быть снят в России. В июле 2008 года Тимур Бекмамбетов, режиссёр первых двух фильмов, сообщил, что экранизация «Сумеречного Дозора», скорее всего, уже не состоится, хотя позже, в марте 2016 года, в интервью он сказал, что шансы на экранизацию третьего романа всё ещё есть. В конце 2019 года Бекмамбетов даже выразил уверенность, что «рано или поздно» вернётся к экранизации романов Лукьяненко, как минимум, чтобы снять «Сумеречный Дозор». Но никаких возможных сроков или подробностей режиссёр не рассказал. В 2021 году Бекмамбетов рассказал, что по аналогии с другими своими проектами хотел бы снять «Сумеречный дозор» в формате screenlife, где все события фильма происходят полностью на экране компьютера или мобильных устройств. По мнению режиссёра, современные Тёмные и Светлые силы не могли не охватить своим влиянием цифровое пространство. В прошлых «дозорных» фильмах Бекмамбетов уже использовал несколько подобных сцен. В конце 2021 года о готовности вернуться к роли Городецкого также сообщал актёр Константин Хабенский. Но никаких официальных подтверждений о начале работы над фильмом и договорённости с Лукьяненко так и не поступило.